# Lijst van burgemeesters van Heille
Dit is een lijst van burgemeesters van de voormalige Nederlandse gemeente Heille tot die gemeente in 1880 opging in de gemeente Sluis.
| Ambtsperiode | Naam burgemeester                 | Leefde    | Partij of stroming | Bijzonderheden                                                                |
| ------------ | --------------------------------- | --------- | ------------------ | ----------------------------------------------------------------------------- |
| 1796 - 1798  | Jean François van Leeuwe le jeune | 1767-1800 |                    | agent municipal                                                               |
| 1798 - 1805  | Jean François Vrombaut            | 1764-1805 |                    | agent municipal, daarna maire; was voordien al adjoint agent municipal        |
| 1805 - 1815  | Arnoldus Josephus Coppens         | 1771-1852 |                    | maire, daarna president; werd uit zijn ambt ontzet                            |
| 1815 - 1831  | Lieven Versprille                 | 1764-1846 |                    | achtereenvolgens president, schout en burgemeester                            |
| 1832 - 1833  | Andries Mabesoone                 | 1783-1833 |                    | burgemeester                                                                  |
| 1836 - 1848  | Willem Deckers                    | 1769-1848 |                    | voordien assessor van Heille en sinds 1833 waarnemend burgemeester            |
| 1848 - 1853  | Fanciscus Bernardus Quataert      | 1791-1883 |                    |                                                                               |
| 1853 - 1866  | Philip François Hennequin         | 1799-1866 |                    | tevens burgemeester van Sint Anna ter Muiden (1853-1866) en Sluis (1852-1855) |
| 1866 - 1880  | Johannes Sanders                  | 1816-1887 |                    |                                                                               |